# Халало
Халало ― село на Волліс і Футуна. Розташоване в окрузі Муа, на південно-західному узбережжі острова Увеа. Станом на 2018 рік проживали 471 особа. На північний схід від нього розташована археологічна пам'ятка Талієтуму.